# Cumberland and Pennsylvania Railroad
Die Cumberland and Pennsylvania Railroad, kurz C&P, war eine US-amerikanische Class III-Eisenbahngesellschaft in West-Maryland. Als Kohlenbahn konzipiert, wurde sie von der Consolidation Coal Company betrieben, bis sie 1953 von der Western Maryland Railway übernommen wurde. 
Die Strecke führte von Cumberland, Maryland nach Piedmont, West Virginia. An beiden Endpunkten war sie mit der Baltimore and Ohio Railroad verbunden. Die Betriebsgebäude und Büros waren in Mount Savage angesiedelt. Auf dem Weg nach Piedmont erreichte die Strecke auch Frostburg, wo das Bahnhofsgebäude der C&P heute die westliche Endstation der Western Maryland Scenic Railroad darstellt.
Die frühen Gründungsdaten der Gesellschaft spiegeln auch die Bedeutung von Mount Savage als eine frühe Produktionsstätte für Schienen und Lokomotiven wider. So wurden bereits 1844 die ersten Schienen ausgeliefert und 1866 eröffnete James Millholland die Lokomotivfabriken, die zwischen 1868 und 1917 mindestens 30 Maschinen für die C&P sowie etliche Normal- und Schmalspurlokomotiven für andere Gesellschaften bauten. 
Neben dem Bahnhofsgebäude in Frostburg sind noch viele Bauten in Mt. Savage erhalten, weiters werden einige Streckenteile nördlich von Piedmont noch heute von CSX Transportation benutzt.